# 俯垂马先蒿
俯垂马先蒿（学名：Pedicularis cernua）为列当科马先蒿属的植物，为中国的特有植物。分布在中国大陆的云南、四川等地，生长于海拔3,800米至4,000米的地区，多生长在高山草地中，目前尚未由人工引种栽培。
种加名 cernua 意为“匍匐垂下的”。

## 异名
- Pedicularis cernua Bonati ssp. latifolia (Li) Tsoong